# Bergère de Domrémy
La Bergère de Domrémy est un sloop coquillier, construit en 1936 pour la drague des coquilles Saint-Jacques et des pétoncles en rade de Brest.
Il est désormais la propriété de l'association « An Test » à L'Hôpital-Camfrout qui gère aussi le Notre-Dame de Rumengol.
Son immatriculation est : B 5929 (quartier maritime de Brest).
Bergère de Domrémy fait l’objet d’un classement au titre objet des monuments historiques depuis le 29 décembre 1983.

## Histoire
Il a été construit en 1936 dans le chantier naval du charpentier de marine Auguste Tertu du Fret pour le compte de Le Mens-Vigouroux et Calvez au registre de Brest.
Le bateau était basé à Porsmeur un port de Plougastel.
Ce sloop coquillier a servi aussi, au long de sa carrière de pêche, au transport du goémon et du maërl. Il a aussi été motorisé dès 1952.
En 1983, il est racheté par l'association An Test dans le cadre de la protection du patrimoine maritime de la rade de Brest qui en confie la restauration au Chantier Pierre Lastennet à Camaret. Il fut remis dans son état d'origine et sans moteur. Il est classé aux monuments historiques la même année.
Il participe aux différents rassemblements des bateaux du patrimoine dont les fêtes maritimes de Brest et Douarnenez,.